# Weedle
Weedle (Japans: ビードル/Beedle) is een dual-type insect/gif Pokémon geïntroduceerd in generatie 1. Vanaf level 7 evolueert Weedle naar Kakuna, die vanaf level 10 evolueert naar Beedrill.
Weedle zijn voor 50% mannelijk en voor 50% vrouwelijk, de verhouding is 1:1. Weedle heeft een vangwaarde van 255.

## Uiterlijk
Weedle is een kleine larve Pokémon met een gesegmenteerd lichaam, variërend in kleur van geel tot rood bruin. In combinatie met de rode neus en voeten, Weedle's heldere kleuren schrikt vijanden af. Weedle heeft een conische, 2 inch grote (5 centimeter) giftige stekel op zijn kop en een kleinere op zijn staart.
Weedle kan wraak nemen tegen aanvallers en degenen die op hem gaan staan met zijn sterke gif. Weedle kan zijn favoriete soorten bladeren onderscheiden met behulp van haar goede reukvermogen. Als een jonge insect-type Pokémon komt de dagelijkse voeding van bladeren overeen met het lichaamsgewicht. Weedle kan worden gevonden in bossen en verbergt zich meestal in het gras, struiken, en onder de bladeren die het eet.

## Anime verschijningen

### Ash's poging
Meerdere Weedle verschenen in De samoerai-uitdaging, waar Ash zeer dichtbij was met het vangen van Weedle. Hij gebruikte zijn nieuw gevangen Pidgeotto om te vechten, Weedle werd bewusteloos geslagen en toen Ash op het punt stond een Pokéball te gooien kwam Samurai en vroeg Ash of dat hij een trainer was uit Pallet Town. Dit leidde Ash af van het vangen van de Weedle, dus vluchtte het weg. Deze zelfde Weedle waarschuwde later zijn soort en samen probeerden zij om zijn geprobeerde vangst te wreken door zijn vrienden aan te vallen.

### Overige
- Casey ving een Weedle tijdens de Bug-Catching Contest in Een Feesie Om Een Beesie. Ze liet het later weer vrij in overeenstemming met de wedstrijdregels.

## Pokédex omschrijvingen
| Game                     | Omschrijving |
| ------------------------ | --- |
| Pokémon Red              | Vaak gevonden in bossen, bladeren etend. Het heeft een scherpe giftige stekel op zijn hoofd. |
| Pokémon Green            | Vaak gevonden in bossen, bladeren etend. Het heeft een scherpe giftige stekel op zijn hoofd. |
| Pokémon Blue             | Vaak gevonden in bossen, bladeren etend. Het heeft een scherpe giftige stekel op zijn hoofd. |
| Pokémon Yellow           | Pas op voor de scherpe stekel op zijn hoofd. Het verbergt zich in gras en struiken waar het bladeren eet. |
| Pokémon Let's Go Pikachu | Pas op voor de scherpe stekel op zijn hoofd. Het verbergt zich in gras en struiken waar het bladeren eet. |
| Pokémon Let's Go Eevee   | Pas op voor de scherpe stekel op zijn hoofd. Het verbergt zich in gras en struiken waar het bladeren eet. |
| Pokémon Gold             | Zijn giftige stekel is zeer krachtig. Zijn helder-gekleurde lichaam is bedoeld om zijn vijanden te waarschuwen. |
| Pokémon HeartGold        | Zijn giftige stekel is zeer krachtig. Zijn helder-gekleurde lichaam is bedoeld om zijn vijanden te waarschuwen. |
| Pokémon Y                | Zijn giftige stekel is zeer krachtig. Zijn helder-gekleurde lichaam is bedoeld om zijn vijanden te waarschuwen. |
| Pokémon Silver           | Het valt met behulp van een 2 inch (5 centimeter) grote gif angel op zijn hoofd. Het kan meestal worden gevonden onder de bladeren die het eet.                                                                                 |
| Pokémon SoulSilver       | Het valt met behulp van een 2 inch (5 centimeter) grote gif angel op zijn hoofd. Het kan meestal worden gevonden onder de bladeren die het eet.                                                                                 |
| Pokémon Crystal          | De angel op de top van zijn hoofd scheidt een sterk gif af. Het maakt gebruik van deze giftige angel om zichzelf te beschermen.                                                                                                 |
| Pokémon Ruby             | Weedle heeft een uiterst scherp gevoel van geur. Het is in staat om onderscheid te maken tussen zijn favoriete soorten bladeren en van degenen die het niet graag wil alleen door snuiven met zijn grote rode Proboscis (neus). |
| Pokémon Sapphire         | Weedle heeft een uiterst scherp gevoel van geur. Het is in staat om onderscheid te maken tussen zijn favoriete soorten bladeren en van degenen die het niet graag wil alleen door snuiven met zijn grote rode Proboscis (neus). |
| Pokémon Omega Ruby       | Weedle heeft een uiterst scherp gevoel van geur. Het is in staat om onderscheid te maken tussen zijn favoriete soorten bladeren en van degenen die het niet graag wil alleen door snuiven met zijn grote rode Proboscis (neus). |
| Pokémon Alpha Sapphire   | Weedle heeft een uiterst scherp gevoel van geur. Het is in staat om onderscheid te maken tussen zijn favoriete soorten bladeren en van degenen die het niet graag wil alleen door snuiven met zijn grote rode Proboscis (neus). |
| Pokémon Emerald          | Een Weedle heeft een uiterst scherp gevoel van geur. Het onderscheidt zijn favoriete soorten bladeren van degenen die het niet graag wil door snuiven met zijn grote rode Proboscis (neus).                                     |
| Pokémon FireRed          | Vaak te vinden in bossen en graslanden. Het heeft een scherpe, toxische angel van ongeveer 2 inch (5 centimeter) op de top van zijn hoofd.                                                                                      |
| Pokémon X                | Vaak te vinden in bossen en graslanden. Het heeft een scherpe, toxische angel van ongeveer 2 inch (5 centimeter) op de top van zijn hoofd.                                                                                      |
| Pokémon LeafGreen        | Vaak gevonden in bossen, bladeren etend. Het heeft een scherpe stekel op zijn hoofd dat gif injecteert. |
| Pokémon Diamond          | Het eet zijn gewicht in bladeren elke dag. Het weert aanvallers af met de naald op zijn hoofd. |
| Pokémon Pearl            | Het eet zijn gewicht in bladeren elke dag. Het weert aanvallers af met de naald op zijn hoofd. |
| Pokémon Platinum         | Het eet zijn gewicht in bladeren elke dag. Het weert aanvallers af met de naald op zijn hoofd. |
| Pokémon Black            | Het eet zijn gewicht in bladeren elke dag. Het weert aanvallers af met de naald op zijn hoofd. |
| Pokémon White            | Het eet zijn gewicht in bladeren elke dag. Het weert aanvallers af met de naald op zijn hoofd. |
| Pokémon Black 2          | Het eet zijn gewicht in bladeren elke dag. Het weert aanvallers af met de naald op zijn hoofd. |
| Pokémon White 2          | Het eet zijn gewicht in bladeren elke dag. Het weert aanvallers af met de naald op zijn hoofd. |
| Pokémon Sun              | Geen index. |
| Pokémon Moon             | Geen index. |
| Pokémon Ultra Sun        | Geen index. |
| Pokémon Ultra Moon       | Geen index. |

## Locaties in de games waar Weedle gevonden kan worden
| Generatie | Game                     | Locatie |
| --------- | ------------------------ | --- |
| 1         | Pokémon Red              | Route 2, 24, 25 Viridian Forest |
| 1         | Pokémon Green            | Route 25 Viridian Forest |
| 1         | Pokémon Blue             | Route 25 Viridian Forest |
| 1         | Pokémon Yellow           | Niet te vangen. |
| 2         | Pokémon Gold             | National Park Bug-Catching Contest (dinsdag, donderdag of zaterdag) |
| 2         | Pokémon Silver           | Route 2, 26, 27, 30, 31, 34, 35, 36, 37, 38, 39 Azalea Town, Ilex Forest, Lake of Rage, National Park National Park Bug-Catching Contest (dinsdag, donderdag of zaterdag) |
| 2         | Pokémon Crystal          | Route 30, 31 Ilex Forest, National Park National Park Bug-Catching Contest (dinsdag, donderdag of zaterdag)                                                               |
| 3         | Pokémon Ruby             | Niet te vangen. |
| 3         | Pokémon Sapphire         | Niet te vangen. |
| 3         | Pokémon Emerald          | Niet te vangen. |
| 3         | Pokémon FireRed          | Route 2, 24, 25 Pattern Bush, Viridian Forest |
| 3         | Pokémon LeafGreen        | Route 2, 24, 25 Pattern Bush, Viridian Forest |
| 4         | Pokémon Diamond          | Route 204 (LeafGreen dual-slot mode) |
| 4         | Pokémon Pearl            | Route 204 (LeafGreen dual-slot mode) |
| 4         | Pokémon Platinum         | Route 204 (LeafGreen dual-slot mode) Eterna Forest (LeafGreen dual-slot mode)                                                                                             |
| 4         | Pokémon HeartGold        | National Park Bug-Catching Contest (dinsdag, donderdag of zaterdag) |
| 4         | Pokémon SoulSilver       | Route 2, 30, 31 Ilex Forest, National Park, Viridian Forest National Park Bug-Catching Contest (dinsdag, donderdag of zaterdag)                                           |
| 5         | Pokémon Black            | Broed een Kakuna/Beedrill ei |
| 5         | Pokémon White            | Niet te vangen. |
| 5         | Pokémon Black 2          | Broed een Beedrill ei |
| 5         | Pokémon White 2          | Niet te vangen. |
| 6         | Pokémon X                | Route 2 Santalune Forest |
| 6         | Pokémon Y                | Santalune Forest |
| 6         | Pokémon Omega Ruby       | Broed een Kakuna/Beedrill ei |
| 6         | Pokémon Alpha Sapphire   | Broed een Kakuna/Beedrill ei |
| 7         | Pokémon Sun              | Niet te vangen. |
| 7         | Pokémon Moon             | Niet te vangen. |
| 7         | Pokémon Ultra Sun        | Broed een Beedrill ei |
| 7         | Pokémon Ultra Moon       | Broed een Beedrill ei |
| 7         | Pokémon Let's Go Pikachu | Route 2 Viridian Forest |
| 7         | Pokémon Let's Go Eevee   | Route 2 Viridian Forest |

## Basis Waardes
De basis waardes zeggen hoe sterk de Pokémon kan worden in de verschillende onderdelen.
| Stat                 | Stat | Lv. 50  | Lv. 100 |
| -------------------- | ---- | ------- | ------- |
| HP (Health Points)   | 40   | 100-147 | 190-284 |
| Aanval               | 35   | 36-95   | 67-185  |
| Verdediging          | 30   | 31-90   | 58-174  |
| Speciale Aanval      | 20   | 22-79   | 40-152  |
| Speciale Verdediging | 20   | 22-79   | 40-152  |
| Snelheid             | 50   | 49-112  | 94-218  |
| Totaal               | 195  | 195     | 195     |

## Schade door aanvallen
De type effectiviteit zegt iets over hoe goed de Pokémon tegen de aanvallen van een bepaald type kan. Hoe hoger de effectiviteit, hoe harder een aanval aan zal komen.
| Type       | Effectiviteit |
| ---------- | ------------- |
| Gras       | ¼×            |
| Gif        | 1×            |
| Vuur       | 2×            |
| Vliegend   | 2×            |
| Water      | 1×            |
| Insect     | 2×            |
| Normaal    | 1×            |
| Elektrisch | 1×            |
| Grond      | 1×            |
| Vecht      | ¼×            |
| Psychisch  | 2×            |
| Steen      | 2×            |
| IJs        | 1×            |
| Geest      | 1×            |
| Draak      | 1×            |

| Type       | Effectiviteit |
| ---------- | ------------- |
| Gras       | ¼×            |
| Gif        | ½×            |
| Vuur       | 2×            |
| Vliegend   | 2×            |
| Water      | 1×            |
| Insect     | ½×            |
| Normaal    | 1×            |
| Elektrisch | 1×            |
| Grond      | 1×            |
| Vecht      | ¼×            |
| Psychisch  | 2×            |
| Steen      | 2×            |
| IJs        | 1×            |
| Geest      | 1×            |
| Draak      | 1×            |
| Duister    | 1×            |
| Staal      | 1×            |
| Fee        | ½×            |

## Aanvallen
Weedle is in staat om slechts 3 aanvallen te leren, waarvan 2 insect type aanvallen en een gif type aanval. Aangezien Weedle op een laag level evolueert, vormt deze gelimiteerde set aanvallen geen groot probleem.

### Door middel van hogere levels
| Level per generatie | Level per generatie | Level per generatie | Level per generatie | Naam       | Type   | Kracht | Precisie | PP |
| 1-DP                | 4-6                 | 7                   | LGPE                | Naam       | Type   | Kracht | Precisie | PP |
| ------------------- | ------------------- | ------------------- | ------------------- | ---------- | ------ | ------ | -------- | -- |
| 1                   | 1                   | 1                   | 1                   | Gifangel   | Gif    | 15     | 100%     | 35 |
| 1                   | 1                   | 1                   | 1                   | Bindschot  | Insect | -      | 95%      | 40 |
| -                   | 15                  | 9                   | -                   | Insectbeet | Insect | 60     | 100%     | 20 |

## Oorsprong van de naam
Weedle is een combinatie van worm en het Engelse woord needle (vanwege de stekels). Beedle is een combinatie van de Engelse woorden bee en needle.

## Ruilkaartenspel
Weedle staat op 18 verschillende kaarten sinds het debuteerde in de Base Set van de Pokémon Trading Card Game. Een van deze is alleen in Japan uitgebracht. Weedle kaarten zijn normaal gras-type Basic Pokémon. Een van deze kaarten is Koga's Weedle, de Weedle van Gym-Leader Koga.